# Sara Kordek
Sara Kordek (ur. 1 lutego 2001) – polska lekkoatletka specjalizująca się w skoku w dal i trójskoku.
Brązowa medalistka Halowych Mistrzostw Polski 2022 w trójskoku.
Rekordy życiowe: skok w dal - 6,15 m (3 maja 2022, Chorzów); trójskok - 13,17 m (19 czerwca 2022, Gliwice).